# Atergia corticata
Atergia corticata är en svampdjursart som beskrevs av Stephens 1915. Atergia corticata ingår i släktet Atergia och familjen Polymastiidae. Inga underarter finns listade i Catalogue of Life.